# Lytle (Texas)
Pour les articles homonymes, voir Lytle.
Lytle est une ville située en limite des comtés d'Atascosa, de Bexar et de Medina, au Texas, aux États-Unis,.

## Démographie
Lors du recensement de 2010, la ville comptait une population de 2 492 habitants. Elle est estimée, en 2016, à 2 898 habitants.

### Source de la traduction
- (en) Cet article est partiellement ou en totalité issu de l’article de Wikipédia en anglais intitulé « Lytle, Texas » (voir la liste des auteurs).